# Calcio ai Giochi della XXXI Olimpiade - Convocazioni al torneo femminile
Questa pagina contiene un elenco di tutte le calciatrici convocate al torneo femminile di calcio dei Giochi olimpici estivi 2016.
Il regolamento prevede rose di diciotto giocatrici, senza nessun limite d'età, ma con almeno due portieri in rosa.

## Gruppo E

### Brasile
Allenatore: Vadão
| N. | Pos. | Giocatore      | Data nascita (età)         | Pres. | Reti | Squadra             |
| -- | ---- | -------------- | -------------------------- | ----- | ---- | ------------------- |
| 1  | P    | Bárbara        | 4 luglio 1988 (28 anni)    | 25    | 0    | svincolata          |
| 2  | D    | Fabiana        | 4 agosto 1989 (26 anni)    | 59    | 6    | Dalian              |
| 3  | D    | Mônica         | 21 aprile 1987 (29 anni)   | 25    | 2    | Orlando Pride       |
| 4  | D    | Rafaelle       | 18 giugno 1991 (25 anni)   | 8     | 0    | Changchun Zhuoyue   |
| 5  | C    | Thaisa         | 17 dicembre 1988 (27 anni) | 29    | 2    | svincolata          |
| 6  | D    | Tamires        | 10 ottobre 1987 (28 anni)  | 35    | 3    | Fortuna Hjørring    |
| 7  | A    | Debinha        | 20 ottobre 1991 (24 anni)  | 6     | 4    | Dalian              |
| 8  | C    | Formiga        | 3 marzo 1978 (38 anni)     | 138   | 20   | svincolata          |
| 9  | A    | Andressa Alves | 10 novembre 1992 (23 anni) | 39    | 10   | Barcellona          |
| 10 | C    | Marta          | 19 febbraio 1986 (30 anni) | 95    | 92   | Rosengård           |
| 11 | A    | Cristiane      | 15 maggio 1985 (31 anni)   | 109   | 75   | Paris Saint-Germain |
| 12 | D    | Poliana        | 6 febbraio 1991 (25 anni)  | 34    | 2    | Houston Dash        |
| 13 | D    | Érika          | 4 febbraio 1988 (28 anni)  | 49    | 10   | Paris Saint-Germain |
| 14 | D    | Bruna          | 16 ottobre 1985 (30 anni)  | 0     | 0    | svincolata          |
| 15 | A    | Raquel         | 21 marzo 1991 (25 anni)    | 22    | 4    | Changchun Zhuoyue   |
| 16 | A    | Beatriz        | 17 dicembre 1993 (22 anni) | 18    | 1    | Hyundai Red Angels  |
| 17 | C    | Andressinha    | 1º maggio 1995 (21 anni)   | 21    | 7    | Houston Dash        |
| 18 | P    | Aline          | 15 aprile 1989 (27 anni)   | 0     | 0    | svincolata          |

### Cina
Allenatore:  Bruno Bini
| N. | Pos. | Giocatore     | Data nascita (età)          | Pres. | Reti | Squadra            |
| -- | ---- | ------------- | --------------------------- | ----- | ---- | ------------------ |
| 1  | P    | Zhao Lina     | 18 settembre 1991 (24 anni) | 31    | 0    | Shanghai Yongbai   |
| 2  | D    | Liu Shanshan  | 16 marzo 1992 (24 anni)     | 51    | 0    | Hebei Zhongji      |
| 3  | D    | Xue Jiao      | 30 gennaio 1993 (23 anni)   | 26    | 0    | Dalian             |
| 4  | D    | Gao Chen      | 11 agosto 1992 (23 anni)    | 2     | 0    | Dalian             |
| 5  | D    | Wu Haiyan     | 26 febbraio 1993 (23 anni)  | 63    | 0    | Shandong           |
| 6  | D    | Li Dongna     | 6 dicembre 1988 (27 anni)   | 81    | 6    | Tianjin Huisen     |
| 7  | C    | Li Ying       | 7 gennaio 1993 (23 anni)    | 80    | 13   | Shandong           |
| 8  | C    | Tan Ruyin     | 17 luglio 1994 (22 anni)    | 39    | 0    | Guangdong R&F      |
| 9  | A    | Ma Xiaoxu     | 5 giugno 1988 (28 anni)     | 147   | 61   | Dalian             |
| 10 | A    | Yang Li       | 31 gennaio 1991 (25 anni)   | 33    | 17   | Jiangsu Ladies     |
| 11 | A    | Wang Shanshan | 27 gennaio 1990 (26 anni)   | 70    | 9    | Tianjin Huisen     |
| 12 | C    | Wang Shuang   | 23 gennaio 1995 (21 anni)   | 44    | 6    | Dalian             |
| 13 | C    | Pang Fengyue  | 19 gennaio 1989 (27 anni)   | 80    | 6    | Dalian             |
| 14 | A    | Zhao Rong     | 2 agosto 1991 (25 anni)     | 52    | 0    | Beijing Konggu     |
| 15 | C    | Zhang Rui     | 17 gennaio 1989 (27 anni)   | 91    | 17   | Liberation Army FC |
| 16 | C    | Yang Man      | 2 novembre 1995 (20 anni)   | 16    | 1    | Shandong           |
| 17 | A    | Gu Yasha      | 28 novembre 1990 (25 anni)  | 118   | 10   | Beijing Konggu     |
| 18 | P    | Zhang Yue     | 30 settembre 1990 (25 anni) | 49    | 0    | Beijing Konggu     |

### Sudafrica
Allenatore: Vera Pauw
| N. | Pos. | Giocatore            | Data nascita (età)          | Pres. | Reti | Squadra                    |
| -- | ---- | -------------------- | --------------------------- | ----- | ---- | -------------------------- |
| 1  | P    | Roxanne Barker       | 6 maggio 1991 (25 anni)     | 28    | 0    | svincolata                 |
| 2  | D    | Lebogang Ramalepe    | 3 dicembre 1991 (24 anni)   | 27    | 1    | Ma-Indies FC               |
| 3  | D    | Nothando Vilakazi    | 28 ottobre 1988 (27 anni)   | 86    | 5    | Palace Super Falcons       |
| 4  | D    | Noko Matlou          | 30 settembre 1985 (30 anni) | 124   | 63   | Ma-Indies FC               |
| 5  | D    | Janine van Wyk       | 17 aprile 1987 (29 anni)    | 131   | 11   | JvW                        |
| 6  | C    | Mamello Makhabane    | 24 febbraio 1988 (28 anni)  | 71    | 18   | JvW                        |
| 7  | C    | Stephanie Malherbe   | 22 gennaio 1993 (23 anni)   | 7     | 0    | Texas A&M Aggies           |
| 8  | C    | Robyn Moodaly        | 16 giugno 1994 (22 anni)    | 14    | 2    | svincolata                 |
| 9  | C    | Amanda Dlamini       | 22 luglio 1988 (28 anni)    | 100   | 24   | University of Johannesburg |
| 10 | C    | Linda Motlhalo       | 1º luglio 1998 (18 anni)    | 8     | 3    | Union Nové Zámky           |
| 11 | A    | Shiwe Nongwanya      | 7 marzo 1994 (22 anni)      | 28    | 4    | Bloemfontein Celtic Ladies |
| 12 | A    | Jermaine Seoposenwe  | 12 ottobre 1993 (22 anni)   | 41    | 10   | Samford Bulldogs           |
| 13 | D    | Bambanani Mbane      | 2 marzo 1990 (26 anni)      | 2     | 0    | Bloemfontein Celtic Ladies |
| 14 | A    | Sanah Mollo          | 30 gennaio 1987 (29 anni)   | 69    | 21   | Mamelodi Sundowns          |
| 15 | C    | Refiloe Jane         | 4 agosto 1992 (23 anni)     | 62    | 5    | VUT Ladies                 |
| 16 | P    | Andile Dlamini       | 2 settembre 1992 (23 anni)  | 19    | 0    | Mamelodi Sundowns          |
| 17 | D    | Leandra Smeda        | 22 luglio 1989 (27 anni)    | 60    | 13   | UWC Ladies                 |
| 18 | C    | Nompumelelo Nyandeni | 19 agosto 1987 (28 anni)    | 125   | 38   | JvW                        |

### Svezia
Allenatore: Pia Sundhage
| N. | Pos. | Giocatore          | Data nascita (età)         | Pres. | Reti | Squadra              |
| -- | ---- | ------------------ | -------------------------- | ----- | ---- | -------------------- |
| 1  | P    | Hedvig Lindahl     | 29 aprile 1983 (33 anni)   | 121   | 0    | Chelsea              |
| 2  | D    | Jonna Andersson    | 2 gennaio 1993 (23 anni)   | 3     | 0    | Linköping            |
| 3  | D    | Linda Sembrant     | 15 maggio 1987 (29 anni)   | 68    | 7    | Montpellier          |
| 4  | D    | Emma Berglund      | 19 dicembre 1988 (27 anni) | 35    | 0    | Rosengård            |
| 5  | D    | Nilla Fischer      | 2 agosto 1984 (32 anni)    | 143   | 20   | Wolfsburg            |
| 6  | D    | Magdalena Eriksson | 8 settembre 1993 (22 anni) | 10    | 1    | Linköping            |
| 7  | C    | Lisa Dahlkvist     | 6 febbraio 1987 (29 anni)  | 109   | 11   | Paris Saint-Germain  |
| 8  | A    | Lotta Schelin      | 27 febbraio 1984 (32 anni) | 164   | 83   | Olympique Lione      |
| 9  | A    | Kosovare Asllani   | 29 luglio 1989 (27 anni)   | 82    | 25   | Manchester City      |
| 10 | A    | Sofia Jakobsson    | 23 aprile 1990 (26 anni)   | 70    | 12   | Montpellier          |
| 11 | A    | Stina Blackstenius | 5 febbraio 1996 (20 anni)  | 7     | 1    | Linköping            |
| 12 | C    | Olivia Schough     | 11 marzo 1991 (25 anni)    | 35    | 4    | Eskilstuna United    |
| 13 | A    | Fridolina Rolfö    | 24 novembre 1993 (22 anni) | 8     | 3    | Linköping            |
| 14 | C    | Emilia Appelqvist  | 11 febbraio 1990 (26 anni) | 11    | 1    | Piteå IF             |
| 15 | D    | Jessica Samuelsson | 30 gennaio 1993 (23 anni)  | 31    | 0    | Linköping            |
| 16 | C    | Elin Rubensson     | 11 maggio 1993 (23 anni)   | 30    | 0    | Kopparbergs/Göteborg |
| 17 | C    | Caroline Seger     | 19 marzo 1985 (31 anni)    | 150   | 22   | Paris Saint-Germain  |
| 18 | P    | Hilda Carlén       | 13 agosto 1991 (24 anni)   | 2     | 0    | Piteå IF             |

## Gruppo F

### Australia
Allenatore: Alen Stajcic
| N. | Pos. | Giocatore            | Data nascita (età)          | Pres. | Reti | Squadra                  |
| -- | ---- | -------------------- | --------------------------- | ----- | ---- | ------------------------ |
| 1  | P    | Lydia Williams       | 13 maggio 1988 (28 anni)    | 53    | 0    | Houston Dash             |
| 2  | A    | Larissa Crummer      | 10 gennaio 1996 (20 anni)   | 10    | 1    | Melbourne City           |
| 3  | C    | Katrina Gorry        | 13 agosto 1992 (23 anni)    | 44    | 13   | Brisbane Roar            |
| 4  | D    | Clare Polkinghorne   | 1º febbraio 1989 (27 anni)  | 87    | 6    | Brisbane Roar            |
| 5  | D    | Laura Alleway        | 28 novembre 1989 (26 anni)  | 44    | 2    | Orlando Pride            |
| 6  | C    | Chloe Logarzo        | 28 novembre 1989 (26 anni)  | 8     | 0    | Eskilstuna United        |
| 7  | D    | Stephanie Catley     | 26 gennaio 1994 (22 anni)   | 49    | 2    | Orlando Pride            |
| 8  | D    | Elise Kellond-Knight | 10 agosto 1990 (25 anni)    | 71    | 1    | Turbine Potsdam          |
| 9  | C    | Caitlin Foord        | 11 novembre 1994 (21 anni)  | 45    | 7    | Perth Glory              |
| 10 | C    | Emily van Egmond     | 12 luglio 1993 (23 anni)    | 53    | 14   | 1. FFC Francoforte       |
| 11 | A    | Lisa De Vanna        | 14 novembre 1984 (31 anni)  | 112   | 39   | Melbourne Victory        |
| 12 | A    | Ellie Carpenter      | 28 aprile 2000 (16 anni)    | 3     | 0    | Western Sydney Wanderers |
| 13 | C    | Tameka Butt          | 16 giugno 1991 (25 anni)    | 55    | 7    | Mallbackens IF Sunne     |
| 14 | D    | Alanna Kennedy       | 21 gennaio 1995 (21 anni)   | 43    | 1    | Western New York Flash   |
| 15 | A    | Samantha Kerr        | 10 settembre 1993 (22 anni) | 43    | 7    | Sky Blue                 |
| 16 | A    | Michelle Heyman      | 4 luglio 1988 (28 anni)     | 48    | 18   | Canberra United          |
| 17 | A    | Kyah Simon           | 25 giugno 1991 (25 anni)    | 65    | 19   | Boston Breakers          |
| 18 | P    | Mackenzie Arnold     | 25 febbraio 1994 (22 anni)  | 10    | 0    | Perth Glory              |

### Canada
Allenatore: John Herdman
| N. | Pos. | Giocatore          | Data nascita (età)         | Pres. | Reti | Squadra                 |
| -- | ---- | ------------------ | -------------------------- | ----- | ---- | ----------------------- |
| 1  | P    | Stephanie Labbé    | 10 ottobre 1986 (29 anni)  | 34    | 0    | Washington Spirit       |
| 2  | D    | Allysha Chapman    | 25 gennaio 1989 (27 anni)  | 32    | 1    | Houston Dash            |
| 3  | D    | Kadeisha Buchanan  | 5 novembre 1995 (20 anni)  | 60    | 3    | WVU Mountaineers        |
| 4  | D    | Shelina Zadorsky   | 24 ottobre 1992 (23 anni)  | 20    | 3    | Washington Spirit       |
| 5  | D    | Rebecca Quinn      | 11 agosto 1995 (20 anni)   | 25    | 3    | Duke Blue Devils        |
| 6  | C    | Deanne Rose        | 1º gennaio 1999 (17 anni)  | 12    | 3    | Scarborough G.S. United |
| 7  | D    | Rhian Wilkinson    | 12 maggio 1982 (34 anni)   | 175   | 7    | svincolata              |
| 8  | C    | Diana Matheson     | 6 aprile 1984 (32 anni)    | 183   | 17   | Washington Spirit       |
| 9  | A    | Josée Bélanger     | 14 maggio 1986 (30 anni)   | 50    | 7    | Orlando Pride           |
| 10 | C    | Ashley Lawrence    | 11 giugno 1995 (21 anni)   | 42    | 4    | WVU Mountaineers        |
| 11 | C    | Desiree Scott      | 31 luglio 1987 (29 anni)   | 110   | 0    | FC Kansas City          |
| 12 | A    | Christine Sinclair | 12 giugno 1983 (33 anni)   | 243   | 162  | Portland Thorns         |
| 13 | C    | Sophie Schmidt     | 28 giugno 1988 (28 anni)   | 149   | 16   | 1. FFC Francoforte      |
| 14 | A    | Melissa Tancredi   | 27 dicembre 1981 (34 anni) | 118   | 25   | KIF Örebro              |
| 15 | A    | Nichelle Prince    | 19 febbraio 1995 (21 anni) | 16    | 6    | Ohio State Buckeyes     |
| 16 | A    | Janine Beckie      | 20 agosto 1994 (21 anni)   | 23    | 10   | Houston Dash            |
| 17 | C    | Jessie Fleming     | 11 marzo 1998 (18 anni)    | 33    | 3    | London NorWest Optimist |
| 18 | P    | Sabrina D'Angelo   | 11 maggio 1993 (23 anni)   | 2     | 0    | Western New York Flash  |

### Germania
Allenatore: Silvia Neid
| N. | Pos. | Giocatore          | Data nascita (età)          | Pres. | Reti | Squadra             |
| -- | ---- | ------------------ | --------------------------- | ----- | ---- | ------------------- |
| 1  | P    | Almuth Schult      | 9 febbraio 1991 (25 anni)   | 28    | 0    | Wolfsburg           |
| 2  | D    | Josephine Henning  | 8 settembre 1989 (26 anni)  | 28    | 0    | Arsenal             |
| 3  | D    | Saskia Bartusiak   | 9 settembre 1982 (33 anni)  | 94    | 1    | 1. FFC Francoforte  |
| 4  | D    | Leonie Maier       | 29 settembre 1992 (23 anni) | 40    | 6    | Bayern Monaco       |
| 5  | D    | Annike Krahn       | 1º luglio 1985 (31 anni)    | 130   | 5    | Bayer Leverkusen    |
| 6  | C    | Simone Laudehr     | 12 luglio 1986 (30 anni)    | 97    | 26   | 1. FFC Francoforte  |
| 7  | C    | Melanie Behringer  | 18 novembre 1985 (30 anni)  | 116   | 29   | Bayern Monaco       |
| 8  | C    | Lena Goeßling      | 8 marzo 1986 (30 anni)      | 86    | 10   | Wolfsburg           |
| 9  | A    | Alexandra Popp     | 6 aprile 1991 (25 anni)     | 67    | 33   | Wolfsburg           |
| 10 | A    | Dzsenifer Marozsán | 18 aprile 1992 (24 anni)    | 59    | 27   | 1. FFC Francoforte  |
| 11 | A    | Anja Mittag        | 16 maggio 1985 (31 anni)    | 137   | 42   | Paris Saint-Germain |
| 12 | D    | Tabea Kemme        | 14 dicembre 1991 (24 anni)  | 28    | 1    | Turbine Potsdam     |
| 13 | C    | Sara Däbritz       | 15 febbraio 1995 (21 anni)  | 30    | 4    | Bayern Monaco       |
| 14 | D    | Babett Peter       | 12 maggio 1988 (28 anni)    | 96    | 5    | Wolfsburg           |
| 15 | A    | Mandy Islacker     | 8 agosto 1988 (27 anni)     | 7     | 2    | 1. FFC Francoforte  |
| 16 | C    | Melanie Leupolz    | 14 aprile 1994 (22 anni)    | 41    | 7    | Bayern Monaco       |
| 17 | C    | Isabel Kerschowski | 22 gennaio 1988 (28 anni)   | 7     | 3    | Wolfsburg           |
| 18 | P    | Laura Benkarth     | 14 ottobre 1992 (23 anni)   | 2     | 0    | Friburgo            |

### Zimbabwe
Allenatore: Shadreck Mlauzi
| N. | Pos. | Giocatore           | Data nascita (età)          | Pres. | Reti | Squadra              |
| -- | ---- | ------------------- | --------------------------- | ----- | ---- | -------------------- |
| 1  | P    | Chido Dringirai     | 25 ottobre 1991 (24 anni)   |       |      | Flame Lily Queens    |
| 2  | D    | Lynett Mutokuto     | 1º settembre 1988 (27 anni) |       |      | Black Rhinos         |
| 3  | D    | Shiela Makoto       | 14 gennaio 1990 (26 anni)   |       |      | Blue Swallows Queens |
| 4  | D    | Nobuhle Majika      | 9 maggio 1991 (25 anni)     |       |      | Inline Academy       |
| 5  | C    | Msipa Emmalulate    | 7 giugno 1992 (24 anni)     |       |      | Black Rhinos         |
| 6  | C    | Talent Mandaza      | 11 dicembre 1985 (30 anni)  |       |      | Black Rhinos         |
| 7  | A    | Rudo Neshamba       | 10 febbraio 1992 (24 anni)  |       |      | Weerams              |
| 8  | C    | Rejoice Kapfumvuti  | 18 novembre 1991 (24 anni)  |       |      | Inline Academy       |
| 9  | A    | Samkelisiwe Zulu    | 14 aprile 1990 (26 anni)    |       |      | Flame Lily Queens    |
| 10 | C    | Mavis Chirandu      | 15 gennaio 1995 (21 anni)   |       |      | Weerams              |
| 11 | C    | Daisy Kaitano       | 20 settembre 1993 (22 anni) |       |      | Black Rhinos         |
| 12 | C    | Marjory Nyaumwe     | 10 luglio 1987 (29 anni)    |       |      | Flame Lily Queens    |
| 13 | A    | Erina Jeke          | 16 settembre 1990 (25 anni) |       |      | Flame Lily Queens    |
| 14 | D    | Eunice Chibanda     | 26 marzo 1996 (20 anni)     |       |      | Black Rhinos         |
| 15 | A    | Rutendo Makore      | 30 luglio 1992 (24 anni)    |       |      | Black Rhinos         |
| 16 | P    | Lindiwe Magwede     | 1º dicembre 1991 (24 anni)  |       |      | Cyclone Stars        |
| 17 | A    | Kudakwashe Bhasopo  | 18 luglio 1990 (26 anni)    |       |      | Black Rhinos         |
| 18 | A    | Felistas Muzongondi | 22 marzo 1983 (33 anni)     |       |      | Mwenezana            |

## Gruppo G

### Colombia
Allenatore: Fabián Felipe Taborda
| N. | Pos. | Giocatore          | Data nascita (età)          | Pres. | Reti | Squadra                |
| -- | ---- | ------------------ | --------------------------- | ----- | ---- | ---------------------- |
| 1  | P    | Catalina Pérez     | 8 novembre 1994 (21 anni)   | 5     | 0    | Miami Hurricanes       |
| 2  | C    | Carolina Arbeláez  | 8 marzo 1995 (21 anni)      | 1     | 0    | Formas Íntimas         |
| 3  | D    | Natalia Gaitán     | 3 aprile 1991 (25 anni)     | 39    | 4    | Valencia               |
| 4  | C    | Diana Ospina       | 3 marzo 1989 (27 anni)      | 33    | 3    | Formas Íntimas         |
| 5  | C    | Isabella Echeverri | 16 giugno 1994 (22 anni)    | 15    | 1    | Toledo Rockets         |
| 6  | C    | Liana Salazar      | 16 settembre 1992 (23 anni) | 13    | 0    | Futuro Soccer          |
| 7  | A    | Ingrid Vidal       | 22 aprile 1991 (25 anni)    | 54    | 11   | CD Palmiranas          |
| 8  | C    | Mildrey Pineda     | 1º ottobre 1989 (26 anni)   | 25    | 2    | CD Palmiranas          |
| 9  | A    | Oriánica Velásquez | 1º agosto 1989 (27 anni)    | 42    | 2    | CD Gol Star            |
| 10 | C    | Leicy Santos       | 16 maggio 1996 (20 anni)    | 15    | 2    | Club Gol Star          |
| 11 | C    | Catalina Usme      | 25 dicembre 1989 (26 anni)  | 44    | 20   | Formas Íntimas         |
| 12 | A    | Nicole Regnier     | 28 febbraio 1995 (21 anni)  | 1     | 0    | Rayo Vallecano         |
| 13 | D    | Angela Clavijo     | 1º settembre 1993 (22 anni) | 19    | 0    | Club Kamatsa           |
| 14 | D    | Nataly Arias       | 2 aprile 1986 (30 anni)     | 58    | 6    | Atlanta Silver Backs   |
| 15 | A    | Tatiana Ariza      | 21 febbraio 1991 (25 anni)  | 38    | 8    | Houston Aces           |
| 16 | A    | Lady Andrade       | 10 gennaio 1992 (24 anni)   | 45    | 9    | Western New York Flash |
| 17 | D    | Carolina Arias     | 2 settembre 1990 (25 anni)  | 42    | 0    | Liga Vallecaucana      |
| 18 | P    | Sandra Sepulveda   | 3 marzo 1988 (28 anni)      | 39    | 0    | Kiryat Gat             |

### Francia
Allenatore: Philippe Bergerôo
| N. | Pos. | Giocatore           | Data nascita (età)          | Pres. | Reti | Squadra             |
| -- | ---- | ------------------- | --------------------------- | ----- | ---- | ------------------- |
| 1  | P    | Méline Gérard       | 30 maggio 1990 (26 anni)    | 4     | 0    | Olympique Lione     |
| 2  | D    | Griedge Mbock Bathy | 26 febbraio 1995 (21 anni)  | 9     | 0    | Olympique Lione     |
| 3  | D    | Wendie Renard       | 20 luglio 1990 (26 anni)    | 71    | 17   | Olympique Lione     |
| 4  | D    | Sakina Karchaoui    | 26 gennaio 1996 (20 anni)   | 1     | 0    | Montpellier         |
| 5  | D    | Sabrina Delannoy    | 18 maggio 1986 (30 anni)    | 26    | 2    | Paris Saint-Germain |
| 6  | C    | Amandine Henry      | 28 settembre 1989 (26 anni) | 48    | 6    | Portland Thorns     |
| 7  | D    | Amel Majri          | 25 gennaio 1993 (23 anni)   | 20    | 3    | Olympique Lione     |
| 8  | D    | Jessica Houara      | 29 settembre 1987 (28 anni) | 41    | 3    | Paris Saint-Germain |
| 9  | A    | Eugénie Le Sommer   | 18 maggio 1989 (27 anni)    | 116   | 52   | Olympique Lione     |
| 10 | C    | Camille Abily       | 5 dicembre 1984 (31 anni)   | 145   | 29   | Olympique Lione     |
| 11 | C    | Claire Lavogez      | 18 giugno 1994 (22 anni)    | 13    | 1    | Olympique Lione     |
| 12 | C    | Élodie Thomis       | 13 agosto 1986 (29 anni)    | 116   | 31   | Olympique Lione     |
| 14 | C    | Louisa Nécib        | 23 gennaio 1987 (29 anni)   | 125   | 32   | Olympique Lione     |
| 13 | C    | Kadidiatou Diani    | 1º aprile 1995 (21 anni)    | 13    | 1    | FCF Juvisy          |
| 15 | C    | Élise Bussaglia     | 24 settembre 1985 (30 anni) | 143   | 26   | Wolfsburg           |
| 16 | P    | Sarah Bouhaddi      | 17 ottobre 1986 (29 anni)   | 93    | 0    | Olympique Lione     |
| 17 | C    | Kheira Hamraoui     | 13 gennaio 1990 (26 anni)   | 22    | 1    | Paris Saint-Germain |
| 18 | A    | Marie-Laure Delie   | 29 gennaio 1988 (28 anni)   | 90    | 62   | Paris Saint-Germain |

### Stati Uniti
Allenatore: Jillian Ellis
| N. | Pos. | Giocatore          | Data nascita (età)         | Pres. | Reti | Squadra           |
| -- | ---- | ------------------ | -------------------------- | ----- | ---- | ----------------- |
| 1  | P    | Hope Solo          | 30 luglio 1981 (35 anni)   | 197   | 0    | Seattle Reign     |
| 2  | A    | Mallory Pugh       | 29 aprile 1998 (18 anni)   | 13    | 2    | Real Colorado     |
| 3  | C    | Allie Long         | 13 agosto 1987 (28 anni)   | 9     | 2    | Portland Thorns   |
| 4  | D    | Becky Sauerbrunn   | 6 giugno 1985 (31 anni)    | 108   | 0    | FC Kansas City    |
| 5  | D    | Kelley O'Hara      | 4 agosto 1988 (27 anni)    | 81    | 2    | Sky Blue          |
| 6  | D    | Whitney Engen      | 28 novembre 1987 (28 anni) | 36    | 4    | Boston Breakers   |
| 7  | D    | Meghan Klingenberg | 2 agosto 1988 (28 anni)    | 64    | 3    | Portland Thorns   |
| 8  | D    | Julie Johnston     | 6 aprile 1992 (24 anni)    | 38    | 8    | Chicago Stars     |
| 9  | C    | Lindsey Horan      | 2 agosto 1988 (28 anni)    | 19    | 3    | Portland Thorns   |
| 10 | C    | Carli Lloyd        | 16 luglio 1982 (34 anni)   | 223   | 87   | Houston Dash      |
| 11 | D    | Ali Krieger        | 28 luglio 1984 (32 anni)   | 90    | 1    | Washington Spirit |
| 12 | A    | Christen Press     | 29 dicembre 1988 (27 anni) | 69    | 33   | Chicago Stars     |
| 13 | A    | Alex Morgan        | 2 luglio 1989 (27 anni)    | 111   | 67   | Orlando Pride     |
| 14 | C    | Morgan Brian       | 26 febbraio 1993 (23 anni) | 53    | 4    | Houston Dash      |
| 15 | C    | Megan Rapinoe      | 5 luglio 1985 (31 anni)    | 113   | 31   | Seattle Reign     |
| 16 | A    | Crystal Dunn       | 3 luglio 1992 (24 anni)    | 34    | 13   | Washington Spirit |
| 17 | C    | Tobin Heath        | 29 maggio 1988 (28 anni)   | 118   | 15   | Portland Thorns   |
| 18 | P    | Alyssa Naeher      | 20 aprile 1988 (28 anni)   | 6     | 0    | Chicago Stars     |

### Nuova Zelanda
Allenatore: Tony Readings
| N. | Pos. | Giocatore        | Data nascita (età)         | Pres. | Reti | Squadra                           |
| -- | ---- | ---------------- | -------------------------- | ----- | ---- | --------------------------------- |
| 1  | P    | Erin Nayler      | 17 aprile 1992 (24 anni)   | 40    | 0    | Norwest United                    |
| 2  | D    | Ria Percival     | 7 dicembre 1989 (26 anni)  | 116   | 11   | Jena                              |
| 3  | D    | Anna Green       | 20 agosto 1990 (25 anni)   | 60    | 7    | Mallbackens IF Sunne              |
| 4  | C    | Katie Duncan     | 1º febbraio 1988 (28 anni) | 115   | 1    | Zurigo                            |
| 5  | D    | Abby Erceg       | 20 novembre 1989 (26 anni) | 126   | 6    | Western New York Flash            |
| 6  | D    | Rebekah Stott    | 17 giugno 1993 (23 anni)   | 49    | 4    | Sand                              |
| 7  | D    | Ali Riley        | 30 ottobre 1987 (28 anni)  | 101   | 1    | Rosengård                         |
| 8  | A    | Jasmine Pereira  | 20 luglio 1996 (20 anni)   | 18    | 0    | Three Kings United                |
| 9  | A    | Amber Hearn      | 28 novembre 1984 (31 anni) | 112   | 50   | Jena                              |
| 10 | A    | Sarah Gregorius  | 6 agosto 1987 (28 anni)    | 78    | 24   | Konomiya Speranza Osaka Takatsuki |
| 11 | C    | Kirsty Yallop    | 4 novembre 1986 (29 anni)  | 99    | 12   | Mallbackens IF Sunne              |
| 12 | C    | Betsy Hassett    | 4 agosto 1990 (25 anni)    | 91    | 8    | Werder Brema                      |
| 13 | A    | Rosie White      | 6 giugno 1993 (23 anni)    | 81    | 14   | Liverpool                         |
| 14 | D    | Katie Bowen      | 15 aprile 1994 (22 anni)   | 37    | 1    | FC Kansas City                    |
| 15 | D    | Meikayla Moore   | 4 giugno 1996 (20 anni)    | 14    | 0    | Norwest United                    |
| 16 | C    | Annalie Longo    | 1º luglio 1991 (25 anni)   | 91    | 8    | Cashmere Technical                |
| 17 | A    | Hannah Wilkinson | 28 maggio 1992 (24 anni)   | 74    | 23   | Tennessee Vols                    |
| 18 | P    | Rebecca Rolls    | 22 agosto 1975 (40 anni)   | 22    | 0    | Three Kings United                |